# Sammi Hanratty
Samantha Lynne Hanratty (n. 20 de septiembre de 1995), conocida profesionalmente como Sammi Hanratty, es una actriz y cantante estadounidense. En 2007, comenzó su carrera como actriz interpretando a la joven Charlotte "Chuck" Charles en la serie de ABC, Pushing Daisies. El primer papel principal de Hanratty tuvo lugar en 2009 cuando interpretó a Chrissa Maxwell en An American Girl: Chrissa Stands Strong.
Hanratty actualmente se desempeña como Embajadora de StarPower para Starlight Children's Foundation.

## Primeros años y carrera como cantante
Nacida en Scottsdale, Arizona, Hanratty es la más joven de una familia de cinco hijas, incluyendo una hermana mayor llamada Danielle, quien es también actriz. En 1997, se mudó a Los Ángeles y, en 2001, su madre se reunió con un agente que lleva a las reservas de puestos de trabajo, incluyendo los comerciales de Oil of Olay. También hizo dos anuncios de Pringles, que le ganaron el apodo de "La Chica Pringles". Hanratty lanzó su primer sencillo, "Finally a Teen", en la popular distribución de sitio web de YouTube.

## Carrera como actriz
Hanratty ha aparecido en varias películas y series de televisión incluyendo la película para televisión de 2006 Hello Sister, Goodbye Life, junto a Lacey Chabert. En 2006, ella era un personaje recurrente en las temporadas 2-3 de The Suite Life of Zack and Cody, como Holly, una niña cuyo padre es un estafador y una vez alojado en el Tipton. En 2007, ella apareció en la miniserie Desperation, y tuvo un papel secundario en Pirates of the Caribbean: The Curse of the Black Pearl. Tiene un papel recurrente en la serie de drama de acción The Unit con su hermana Danielle. Ese mismo año filmó The Santa Clause 3, interpretando un elfo llamado Glenda. En 2009 interpretó a Chrissa en An American Girl: Chrissa Stands Strong.

## Filmografía
| Año  | Título                                            | Personaje                       | Notas                    |
| ---- | ------------------------------------------------- | ------------------------------- | ------------------------ |
| 2006 | Pirates of the Caribbean: Dead Man's Chest        | Chica Británica (sin acreditar) |                          |
| 2006 | The Santa Clause 3: The Escape Clause             | Elf #1                          |                          |
| 2006 | Hello Sister, Goodbye Life                        | Celia                           |                          |
| 2007 | Boogeyman 2                                       | Joven Laura                     |                          |
| 2007 | Wish Gone Amiss                                   | Holly                           | Película directo a DVD   |
| 2008 | Hero Wanted                                       | Marley Singer                   |                          |
| 2009 | An American Girl: Chrissa Stands Strong           | Chrissa Maxwell                 | Película directo a DVD   |
| 2009 | Finding Bliss                                     | Pequeña Jody                    |                          |
| 2009 | Within                                            | Michelle Lowe                   |                          |
| 2009 | A Christmas Carol                                 | Varios                          |                          |
| 2010 | Magic                                             | Kayla Fairmont                  |                          |
| 2010 | Jack and the Beanstalk                            | Gretel                          |                          |
| 2010 | Kalamity                                          | Barbie Klepack                  |                          |
| 2011 | The Lost Medallion: The Adventures of Billy Stone | Allie                           |                          |
| 2011 | The Greening of Whitney Brown                     | Whitney Brown                   |                          |
| 2012 | Amazing Love                                      | Carrie                          |                          |
| 2013 | El Medallón Perdido: Las Aventuras de Billy Stone | Allie                           |                          |
| 2014 | Zoe Gone                                          | Jennifer Lynne                  |                          |
| 2015 | Semillas del ayer                                 | Cindy Sheffield                 |                          |
| 2017 | Bad Kids Of Crestview Academy                     | Siouxsie                        |                          |
| 2017 | The Saint                                         | Zoo Valecross                   | Película directa a video |
| 2019 | Countdown                                         | Vlogger                         |                          |

| Año       | Título                        | Personaje              | Notas                                        |
| --------- | ----------------------------- | ---------------------- | -------------------------------------------- |
| 2005      | Passions                      | Adele                  | Episodio: "1.1410"                           |
| 2005      | Charmed                       | Wendy                  | Episodio: "Little Box of Horrors"            |
| 2005      | Drake & Josh                  | Annabelle              | Episodio: "Foam Finger"                      |
| 2005      | House                         | Dory                   | Episodio: "The Mistake"                      |
| 2005      | Last Laugh '05                | Niña                   | Película de televisión                       |
| 2006      | Hello Sister, Goodbye Life    | Celia                  | Película de televisión                       |
| 2006      | CSI: NY                       | Emma Matthews          | Episodio: "Fare Game"                        |
| 2006      | Cold Case                     | Muriel Bartleby (1929) | Episodio: "Beautiful Little Fool"            |
| 2006      | MADtv                         | Varios                 | 3 episodios                                  |
| 2006      | Desperation                   | Pie Carver             | Película de televisión                       |
| 2006      | That's So Raven               | Taylor                 | Episodio: "Rae of Sunshine"                  |
| 2006-2007 | The Suite Life of Zack & Cody | Holly                  | 6 episodios                                  |
| 2007-2009 | Pushing Daisies               | Joven Chuck            | 6 episodios                                  |
| 2006-2009 | The Unit                      | Jen Gerhardt           | 10 episodios                                 |
| 2008      | iCarly                        | Morgan                 | Episodio: "iCarly Saves TV"                  |
| 2008      | Mother Goose Parade           |                        | Película de televisión                       |
| 2009      | The Amazing Mrs. Novak        | Sadie Novak            | Película de televisión                       |
| 2013      | Shake It Up                   | Kristin                | Episodio: "In the Bag It Up"                 |
| 2013      | The Christmas Spirit          | Morgan                 | Película de televisión                       |
| 2013      | The Saint                     | Zooey Valecross        | Película de televisión                       |
| 2014      | Chosen                        | Megan Acosta           | 6 episodios                                  |
| 2014      | Salem                         | Dollie Traska          | 5 episodios                                  |
| 2014      | Stalker                       | Hannah McCoy           | Episodio: "Whatever Happened to Baby James?" |
| 2017      | The Vampire Diaries           | Violet Fell            | 4 episodios                                  |
| 2017-2018 | Shameless                     | Kassidi                | 7 episodios                                  |
| 2019      | Daybreak                      | Aria Killigan          | Episodio: "5318008"                          |
| 2019      | Grand Hotel                   | Emily                  | Episodio: "Where the Sun Don't Shine"        |
| 2021      | Yellowjackets                 | Misty Quigley          | Rol principal                                |

## Premios y nominaciones
| Año  | Resultado | Premiación          | Categoría                                                                                      | Producción                      |
| ---- | --------- | ------------------- | ---------------------------------------------------------------------------------------------- | ------------------------------- |
| 2007 | Nominada  | Young Artist Awards | Best Performance in a TV Series (Comedy or Drama): Guest Starring Young Actress                | The Suite Life of Zack and Cody |
| 2007 | Nominada  | Young Artist Awards | Best Performance in a TV Movie, Miniseries or Special (Comedy or Drama): Leading Young Actress | Hello Sister, Goodbye Life      |
| 2008 | Nominada  | Young Artist Awards | Best Performance in a TV Series: Recurring Young Actress                                       | The Suite Life of Zack and Cody |